# Torre de Glastonbury
La Torre de Glastonbury o Glastonbury Tor, és un tor prop de Glastonbury al comtat anglès de Somerset, coronat per la torre de Sant Miquel sense sostre, un edifici catalogat de grau I. S'alça en un monticle d'uns 160 m d'altura, des del que es domina, a simple vista, bona part del comtat. El lloc està gestionat pel National Trust i ha estat designat com a monument planificat.
Aquest promontori va ser, fa milers d'anys, la part visible de la llegendària illa d'Avalon, ja que aquest comtat es trobava clapejat de zones pantanoses, sent l'element aigua molt predominant a la zona, no només per la proximitat del canal de Bristol, sinó també per la profusió de zones inundables, fonts i deus.
La torre medieval que avui podem apreciar al turó és el que queda d'un petit monestir. Un terratrèmol esdevingut el 1275 va destruir tant el monestir com l'actual abadia, situada en ple centre de la ciutat de Glastonbury.

## Galeria d'imatges

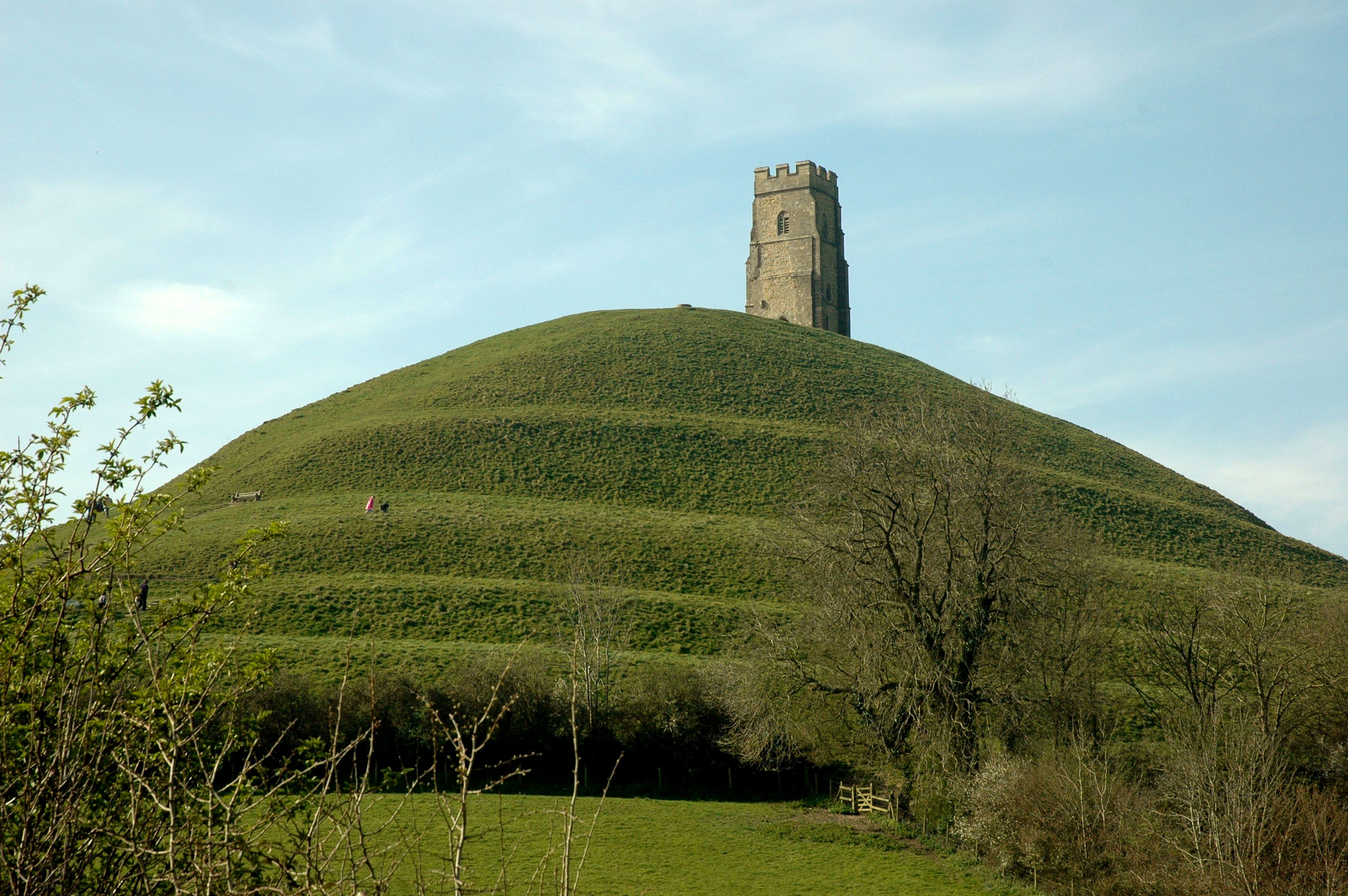
La torre de Glastonbury
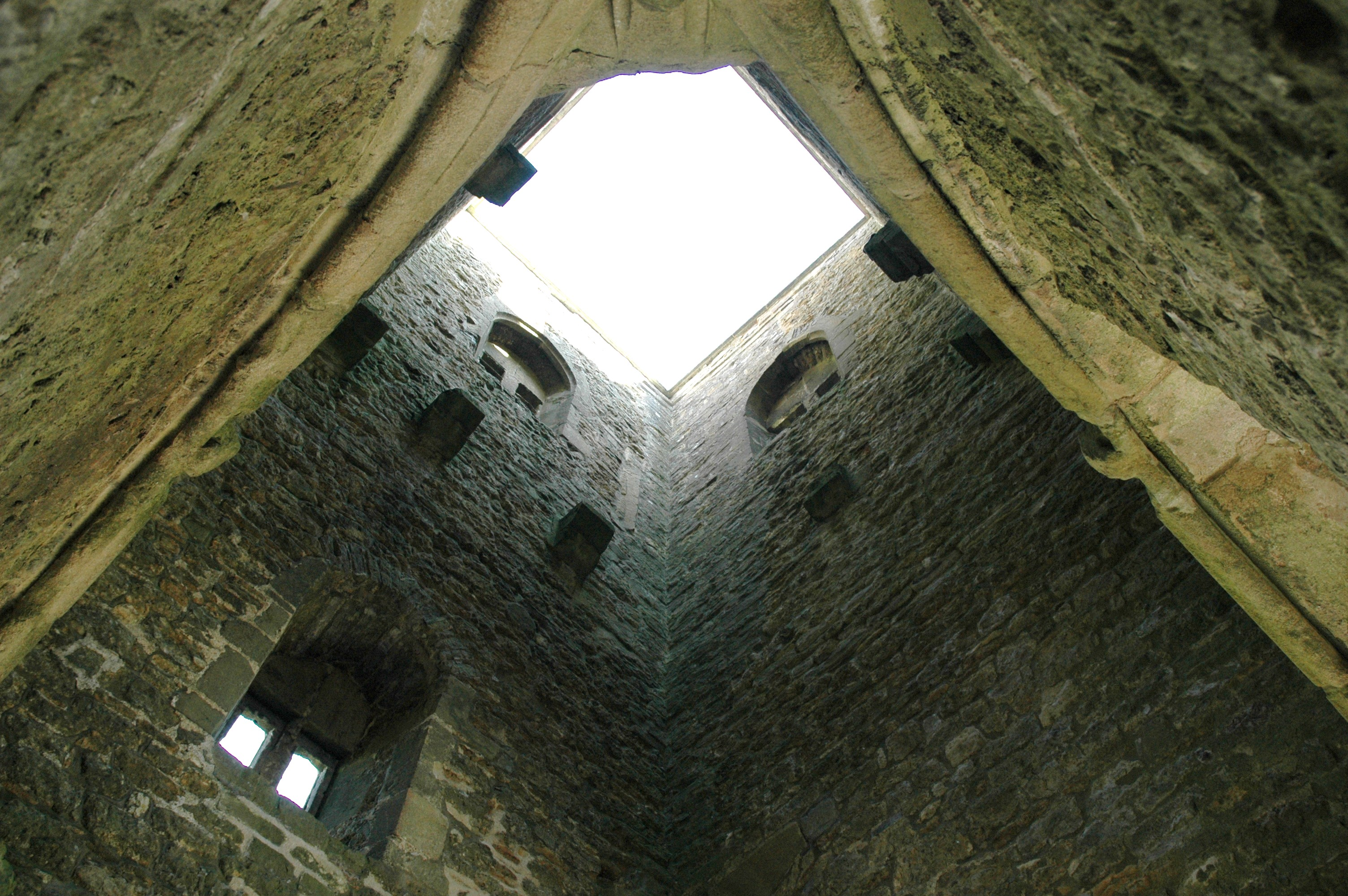
Interior de la torre